# Стерленд, Мел
Ме́лвин Сте́рленд (англ. Melvyn Sterland), более известный как Мел Стерленд (англ. Mel Sterland; 1 октября 1961) — английский футболист, правый защитник. Выступал за футбольные клубы «Шеффилд Уэнсдей», «Рейнджерс», «Лидс Юнайтед», «Бостон Юнайтед» и «Денаби Юнайтед». Также провёл один матч за национальную сборную Англии.

## Клубная карьера
Футбольную карьеру начал в клубе «Шеффилд Уэнсдей». Дебютировал в команде 17 мая 1979 года в игре против «Блэкпула». Два дня спустя в матче против «Халл Сити» забил свой первый гол за «сов». В сезоне 1980/81 стал игроком основного состава. В сезоне 1983/84 помог команде выйти в Первый дивизион. Сезон 1985/86 стал одним из самых успешных в его карьере: он провёл за «Уэнсдей» 38 матчей в чемпионате, забив 8 голов и помог команде занять пятое место в Первом дивизионе и квалифицироваться в Кубок УЕФА (однако впоследствии все английские клубы были дисквалифицированы УЕФА после Эйзельской трагедии в мае 1985 года).
Стерленд выступал за позиции правого крайнего защитника, отличался энергичной манерой игры и мощными ударами, за что получил прозвище «Зико» (в честь бразильского футболиста). Регулярно подключался к атакам команды, бил штрафные удары, благодаря чему забил 49 голов в 344 матчах за «Уэнсдей».
В марте 1989 года перешёл в шотландский клуб «Рейнджерс» за 800 тысяч фунтов. В оставшейся части сезона 1988/89 провёл за команду 9 матчей и забил 3 гола и помог ей выиграть чемпионский титул.
1 июля 1989 года вернулся в Англию, подписав контракт с клубом «Лидс Юнайтед», которым руководил Говард Уилкинсон, ранее бывший главным тренером «Шеффилд Уэнсдей» и хорошо знакомый со Стерлендом. В сезоне 1989/90 Стерленд помог команде выиграть Второй дивизион, сыграв 42 матча и забив 5 голов. В следующем сезоне он помог команде занять четвёртое место в Первом дивизионе, а в сезоне 1991/92 — выиграть чемпионат (это был последний розыгрыш Первого дивизиона в качестве высшего дивизиона английского чемпионата, в следующем году была создана Премьер-лига), забив 6 голов в 31 матче. В первом сезоне Премьер-лиги он провёл три матча, после чего получил травму лодыжки осенью 1992 года. Он так и не сумел полноценно восстановиться от травмы и в январе 1994 года объявил о завершении карьеры игрока. Однако впоследствии выступал за клубы нижних дивизионов «Бостон Юнайтед» и «Денаби Юнайтед».

## Карьера в сборной
С сентября 1983 по май 1984 года провёл семь матчей за сборную Англии до 21 года, забив в них 3 гола.
С октября 1987 по декабрь 1990 года провёл три матча за вторую сборную Англии, забив 1 гол.
16 ноября 1988 года провёл свой единственный матч за главную сборную Англии, выйдя на поле в товарищеской игре против Саудовской Аравии.

## После завершения карьеры
С 1994 по 1996 год был играющим тренером клуба «Бостон Юнайтед», с 1996 по 1997 год играл за «Денаби Юнайтед». В декабре 1997 года был назначен главным тренером клуба «Стейлибридж Селтик».
В 1996 году снялся в фильме «Штрафной», где сыграл капитана «Шеффилд Юнайтед».
В августе 2008 года вышла его автобиография под названием «Boozing, Betting & Brawling» (в переводе — «Пьянки, букмекерские ставки и драки»). Предисловие к ней написал Говард Уилкинсон.

## Достижения
«Рейнджерс»
- Чемпион Шотландии: 1988/89[9]

«Лидс Юнайтед»
- Чемпион Англии: 1991/92[9]
- Чемпион Второго дивизиона: 1989/90[9]

«Денаби Юнайтед»
- Чемпион Премьер-дивизиона Восточной лиги северных графств: 1996/97[9]

Сборная Англии (до 21 года)
- Победитель чемпионата Европы (до 21 года): 1984